# فيبي فوكس
فيبي فوكس هي ممثلة إنجليزية. 

## حياتها الخاصة
فوكس هي ابنة الممثلين ستيوارت فوكس وبرو كلارك. وهي متزوجة من الممثل كايل سولير، الذي التقت به في رادا. يعيش الزوجان في لندن.

## الأعمال

### الأفلام والمسلسلات
| السنة | العنوان                             | الدور           | ملاحظات                                                           |
| ----- | ----------------------------------- | --------------- | ----------------------------------------------------------------- |
| 2011  | يوم واحد (فيلم 2011)                | فتاة الملهى     |                                                                   |
| 2011  | المرآة السوداء (مسلسل)              | هالام           | حلقة: "The Entire History of You"                                 |
| 2012  | Coming Up                           | ماشا هوكينز     | حلقة: "If We Dead Awaken"                                         |
| 2012  | New Tricks                          | إليانور هيجينز  | حلقة: "Old School Ties"                                           |
| 2012  | Switch                              | غريس واتكينز    | دور أساسي (6 حلقات)                                               |
| 2014  | A Poet in New York                  | ليز ريتيل       |                                                                   |
| 2014  | The Musketeers                      | دوقة سافوي      | حلقة: "The Good Soldier"                                          |
| 2014  | War Book                            | كيت             |                                                                   |
| 2015  | The Woman in Black: Angel of Death  | إيف باركينز     |                                                                   |
| 2015  | عين في السماء (فيلم 2015)           | كاري غيرشون     |                                                                   |
| 2015  | Life in Squares                     | فانيسا بيل      |                                                                   |
| 2016  | The Hollow Crown: Wars of the Roses | الأنسة آن نيفيل | حلقة: Henry VI, Parts 2 and 3 and Richard III                     |
| 2016  | NW                                  | ليا هانويل      | فيلم تليفيزوني على قناة BBC2                                      |
| 2016  | Close to the Enemy                  | كاثي            | سلسلة مصغرة على قناة BBC2 من كتابة وإخراج ستيفن بولياكوف، 6 حلقات |

### المسرح
| السنة     | العنوان                                          | الدور                         | ملاحظات               |
| --------- | ------------------------------------------------ | ----------------------------- | --------------------- |
| 2010      | Month in the Country, AA Month in the Country ‏   |                               | مسرح مهرجان تشيشستر   |
| 2011      | كما تشاء                                         | سيليا                         | مسرح روز، كينغستون    |
| 2011      | Acid Test, TheThe Acid Test                      | روث                           | مسرح رويال كورت       |
| 2011      | There Is A War                                   | آني                           | المسرح الوطني الملكي  |
| 2011      | All the trees of the field in response to Isaiah | آش                            | مسرح بوش              |
| 2012      | الملك لير                                        | كورديليا                      | مسرح ألميدا           |
| 2014      | A View from the Bridge                           | كاثرين                        | مسرح يونغ فيك         |
| 2015/2016 | A View from the Bridge                           | كاثرين                        | مسرح ليسيوم (برودواي) |
| 2017      | الليلة الثانية عشرة أو كما تشاء                  | أوليفيا (الليلة الثانية عشرة) | المسرح الوطني الملكي  |

## وصلات خارجية
- فيبي فوكس على موقع IMDb (الإنجليزية)
- فيبي فوكس على موقع ألو سيني (الفرنسية)
- فيبي فوكس على موقع أول موفي (الإنجليزية)
- فيبي فوكس على موقع قاعدة بيانات برودواي على الإنترنت (الإنجليزية)
- فيبي فوكس على موقع قاعدة بيانات الأفلام السويدية (السويدية)
- فيبي فوكس على موقع قاعدة بيانات الفيلم (الإنجليزية)
- فيبي فوكس على موقع كينوبويسك (الروسية)